# Catedral de São Francisco de Assis (El Aiune)
A Catedral de São Francisco de Assis (em castelhano: Catedral de San Francisco de Asís; {{langx|fr||Cathédrale de Saint François d'Assise), também conhecida localmente como Catedral Espanhola, é uma igreja católica romana que serve como a catedral da prefeitura apostólica do Saara Ocidental (Praefectura Apostolica de Sahara Occidentali). Está localizada na cidade de El Aiune, Saara Ocidental, um território que está é disputado entre Marrocos e a República Árabe Saaraui Democrática.
A igreja foi construída em 1954, durante o período colonial espanhol, com projeto do arquiteto Diego Méndez, autor do projeto "Vale dos Caídos" na Espanha. Hoje, a catedral está a cargo dos Oblatos de Maria Imaculada e serve a pequena comunidade espanhola na cidade que ainda está presente, além de servir ao pessoal ativo da missão da ONU no território.